# 中国共产党淮安市委员会
中国共产党淮安市委员会，简称中共淮安市委，是中国共产党在江苏省淮安市的领导机关，原称中共淮阴市委。